# Пор-Манеш (картина)
«Пор-Манеш» — картина французского художника-постимпрессиониста Анри Море́ из собрания Государственного Эрмитажа, единственная картина Море́ в российских музеях.
На картине изображён небольшой залив в окрестностях городка Пор-Манеш на Бискайском побережье Бретани. Безлюдные крутые склоны бухты покрыты разноцветными травами, у самой воды стоит дом с пристройкой, на воде две лодки, на дальнем плане на высоком холме виднеется маяк. В правом нижнем углу подпись художника и дата: Henry Moret. 96.
Картина написана в 1896 году в городке Пулдю (коммуна Клоар-Карноэ) неподалёку от Понт-Авена, где Море начиная с 1895 года жил и работал, и сразу же была выставлена в галерее Поля Дюран-Рюэля. В 1898 году в Париж приехал крупный российский промышленник С. И. Щукин и 13 августа купил её. Эта картина оказалась его первой покупкой произведений искусства и тем самым было положено начало его знаменитой коллекции новой французской живописи. Всего Щукин приобрёл три бретонских пейзажа Море, однако две картины его не устроили и по договорённости с Дюран-Рюэлем Щукин вернул их обратно.
После Октябрьской революции собрание Щукина было национализировано, и с 1923 года картина находилась в Государственном музее нового западного искусства. В 1948 году ГМНЗИ был расформирован и картина была передана в Государственный Эрмитаж. С конца 2014 года выставляется на четвёртом этаже здания Главного штаба, зал 408.
Эта картина так и осталась единственной работой Море в российских музеях.
Главный научный сотрудник Отдела западноевропейского изобразительного искусства Государственного Эрмитажа А. Г. Костеневич считал, что Море

пробовавший воспользоваться цветовыми упрощениями Гогена… всё-таки больше ориентировался на Клода Моне и, в конце концов, выработал такую манеру, в которой любовь к широким плоскостям чистого цвета соединялась с живой трепетной фактурой. При всех декоративных склонностях, он, пожалуй, слишком хранил верность натурным наблюдениям. «Порт Манек» сразу подкупает свежестью тонов, но в сравнении с картиной [Моне] «На крутых берегах близ Дьеппа» здесь не приходится ожидать ни равной драгоценности цвета, ни равной обобщённости пейзажного образа.